# Гидрохимия

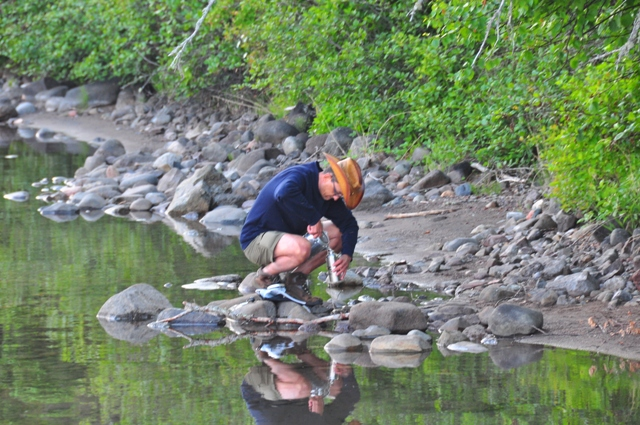
Отбор проб воды на химический анализ

Гидрохи́мия — наука, раздел гидрологии, изучающая химический состав природных вод и закономерности его изменения под влиянием физических, химических и биологических воздействий.

## Задачи
Задачей гидрохимии является установление химического состава воды, как важного элемента экосистем океанов и морей, рек и озер, его влияния на процессы биогеохимической трансформации и эволюции.
Минеральные ресурсы Мирового океана можно разделить на те, которые находятся в самой воде, и те которые добываются с его дна. Ценнейший ресурс Мирового океана — сама вода, которая содержит 75 химических элементов. Из неё в промышленных масштабах извлекают магний, натрий, хлор и бром.
Важной задачей гидрохимии является мониторинг загрязнения пресных и  морских вод.

## Значение
Знание химического состава воды необходимо для таких областей практической деятельности, как водоснабжение, орошение, рыбное хозяйство; гидрохимические сведения важны для оценки коррозии строительных материалов (бетон, металлы), для характеристик минеральных вод, при поисках полезных ископаемых (нефть, рудные месторождения, радиоактивные вещества) и т. д.
Гидрохимия тесно связана с геохимией, гидрогеологией, гидрологией суши, петрографией, минералогией, почвоведением, гидробиологией.